# Gisela Kleinschmidt
Gisela Kleinschmidt (* 22. Juni 1926 in Königsberg; † 1997 in Lübeck) war eine deutsche Aquarellmalerin.

## Leben

### Familie
Gisela Kleinschmidt, geb. Meyhöfer, war eine Tochter des Studienrats Max Meyhöfer. Sie war seit 1950 mit dem Grafiker, Maler und Kunsterzieher an der Oberschule zum Dom Peter Kleinschmidt (* 10. April in 1923 in Lauenburg in Pommern; † 28. April 2005 in Lübeck) verheiratet; gemeinsam hatten sie ein Kind. Seit 1955 wohnten sie gemeinsam in der Hohelandstr. 20 in Lübeck; dort war sie als freischaffende Grafikerin und Malerin tätig.

### Werdegang
Gisela Kleinschmidt wuchs in Ortelsburg in Masuren auf und beendete 1944 ihr Abitur.
Sie lernte von 1946 bis 1948 im Bereich Grafik und Buchdruck an der Meisterschule für das gestaltende Handwerk in Erfurt und studierte anschließend bis 1950 Grafikdesign an der Landeskunstschule Hamburg.
Seit 1973 verbrachte sie zusammen mit der dort lebenden Béatrice du Vinage (1911–1993) regelmäßige Studienaufenthalte auf Öland in Schweden.

### Künstlerisches Wirken
Gisela Kleinschmidt bevorzugte in ihren Zeichnungen und farblich zurückgenommenen, mit kaum mehr als postkartengroßen, Aquarellen, ein sehr kleines Bildformat, das dem Betrachter Konzentration abverlangte und die Unmittelbarkeit erhöhte. 
Ihre Bilder boten sorgfältig durchdachte, penibel ausgeführte Landschaftsausblicke, Stadtansichten und Sehenswürdigkeiten von Lübeck sowie vom Rand der Vogelfluglinie, die überzeugend zusammengefasst waren und über eine sachliche Naturwiedergabe hinausgingen; sie ließ sich hierbei ganz von der Natur und vom kleinen Detail einfangen. 

### Ausstellungen
Neben Einzelausstellungen in Lübeck, Kiel und Bad Segeberg wurden die Arbeiten von Gisela Kleinschmidt regelmäßig auf der Landesschau Schleswig-Holsteinischer Künstler, auf den Jahresschauen Lübecker Künstler sowie in Essen und im Ausland (Graz, Stettin, Oslo, Visby und Malmö) gezeigt.

## Mitgliedschaften
- Gisela Kleinschmidt war Mitglied der Gemeinschaft Lübecker Maler und Bildhauer e.V.[5]

## Werke (Auswahl)
- Museum für Kunst- und Kulturgeschichte der Hansestadt Lübeck, Lübeck.
- Kunsthalle zu Kiel.
- Landesbibliothek Kiel.

## Schriften (Auswahl)
- Gisela Kleinschmidt; Jens Christian Jensen: Unter der Vogelfluglinie: 51 farbige Bildtafeln nach Aquarellen. Lübeck: Lucifer-Verlag, 1983.